# Faras
Faras (em latim: Pharas; m. 535), dito o Hérulo, foi um comandante de forças hérulas leais ao Império Bizantino no século VI, que figurou brevemente na narrativa de Procópio das guerras do imperador Justiniano (r. 527–565).

## Vida

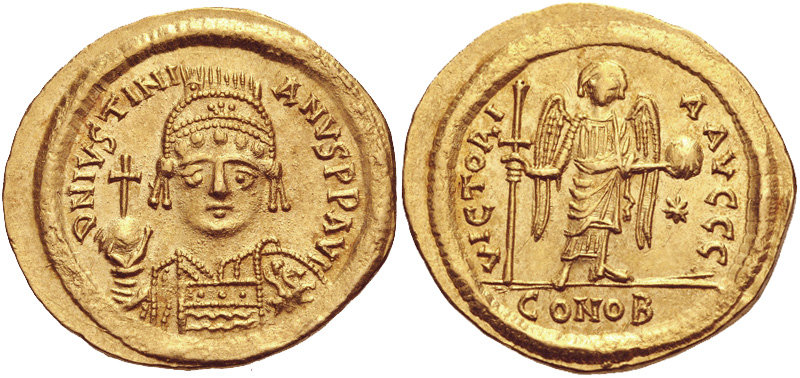
Soldo de Justiniano r.

Nada se sabe sobre as origens de Faras, exceto que veio duma família nobre. Foi descrito por Procópio como um homem forte e ativo, surpreendentemente confiável e sóbrio para um hérulo, que manteve boa disciplina entre aqueles que o seguiam. É mencionado pela primeira vez em junho de 530, quando liderou 300 hérulos em apoio aos bizantinos na Batalha de Dara contra uma invasão persa. Lá, inicialmente atuou como defensor contra a infantaria e cavalaria persa e então liderou um ataque flanqueado contra a retaguarda persa.
Em 533, acompanhou o general Belisário em sua expedição contra o Reino Vândalo da África e no inverno de 533-534, interceptou e bloqueou nas montanhas Papua o rei vândalo Gelimero, que estava tentando fugir da África à Hispânia após sofrer uma derrota na Batalha de Tricamaro. Faras lhe escreveu uma carta amigável na qual solicita sua capitulação, garantindo que seria tratado bem por Justiniano.
Embora tenha inicialmente se recusado a se render tendo dito, segundo Procópio, para que Faras enviasse um pedaço de pão, uma espoja, e uma lira para fazer os meses de inverno em Papua mais suportáveis, acabou cedendo e foi escoltado para Cartago. Após a rendição de Gelimero, Faras presumivelmente manteve-se em atividade na Numídia. Esteve entre os juízes que foram assassinados pelo general rebelde Estútias em 535.